# Невелев, Феликс Валерьевич
Фе́ликс Валерьевич Не́велев (род. 14 мая 1968 года, Ленинград) — петербургский теле- и радиоведущий, журналист. Мать — Светлана Невелева, российский индолог, доктор филологических наук.

## Биография
- По образованию историк, пять лет преподавал историю в общеобразовательной школе № 299 (Купчино).
- В студенческие годы работал в стройотрядах, проводником дальнего следования, был санитаром в «пьяной травме».
- С 1991 по 1998 год — автор и ведущий программы «Трое в лодке» (при участии Сергея Букинича и Германа Янушпольского) и «Клуб дилетантов» на «Радио Балтика», редактор отдела рекламы радиостанции.
- С 1998 по 2001 год — продюсер, художественный руководитель и ведущий программы «Сегоднячко-Питер» (филиала НТВ), выходившей на канале ТНТ-Петербург, а также телевизионной программы «Клуб дилетантов».
- В 2002 году продюсерский центр выпускал передачу Тележало[1].
- С 2001 по 2003 год — художественный руководитель продюсерского центра «Питер ТВ». Руководитель и ведущий утренней информационно-развлекательной программы «Новое Утро» на канале «Петербург». Руководитель программ «Семь вечеров» и «ВОТ», ведущий телемарафонов «День города — 2002» и «300-летие Петербурга».
- С сентября 2002 года по 2003 год — ведущий детской программы «Люди в тёмном», посвящённой кинофильмам.
- С 2003 по 2004 год — заместитель гендиректора по вещанию «Радио Балтика».
- В 2005 году - продюсер и сценарист ситкома "Холодильник и другие".
- Во второй половине 2000-х годов занимался бизнесом в области организации развлекательных мероприятий[2].
- В 2009 стал генеральным продюсером областного телеканала «ЛОТ».
- C 2011 по 2017 год — художественный руководитель и ведущий программы «Утро на Пять» на Пятом канале[3].
- С 2017 года  — ведущий программ телеканала «78»[4].

## Озвучивание
- 2005 — «Холодильник и другие…» — Холодильник; исполнитель песни-заставки; футбольный комментатор

## Награды
- В 1992 году программа «Трое в лодке» была удостоена общенациональной премии «Золотой Остап», как лучшая радиопередача в жанре сатиры и юмора.
- За организацию в мае 2003 года освещения юбилейных торжеств на ТРК «Петербург» указом президента РФ награждён медалью «300-летия Санкт-Петербурга».
- Двукратный обладатель премии «Золотое перо»[3].
- Обладатель премии «ТЭФИ» 2016 года в номинации «Лучшая утренняя программа» — программа «Утро на 5».